# Geschwister Scholl

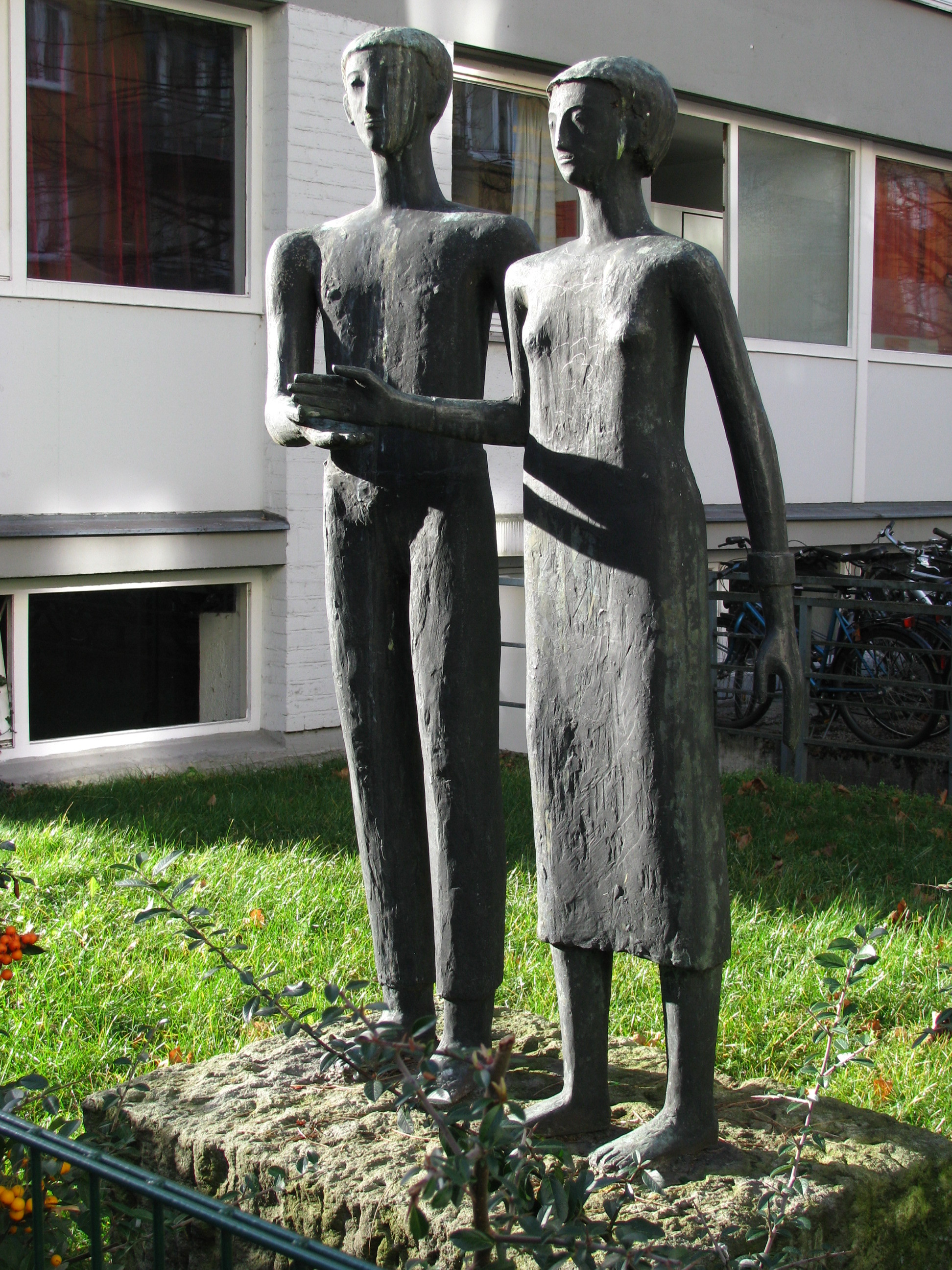
Bronzeplastik vor dem Geschwister-Scholl-Studentenwohnheim in München

Bei den Geschwistern Scholl handelt es sich nach üblicher Sprechweise um Hans Scholl und Sophie Scholl. Beide wurden bekannt als Mitglieder der „Weißen Rose“, einer in ihrem Kern studentischen Münchener Gruppe, die während des Zweiten Weltkriegs im Widerstand gegen den Nationalsozialismus aktiv war, insbesondere bei der Verbreitung von Flugblättern gegen den Krieg und die faschistische Diktatur unter Adolf Hitler.
Hans und Sophie Scholl sind die bekanntesten Mitglieder der Weißen Rose. Sie gelten seit der Nachkriegszeit bis in die Gegenwart als bedeutende Symbolgestalten eines an humanistischen Werten orientierten Widerstands innerhalb Deutschlands gegen das totalitäre NS-Regime.

## Leben

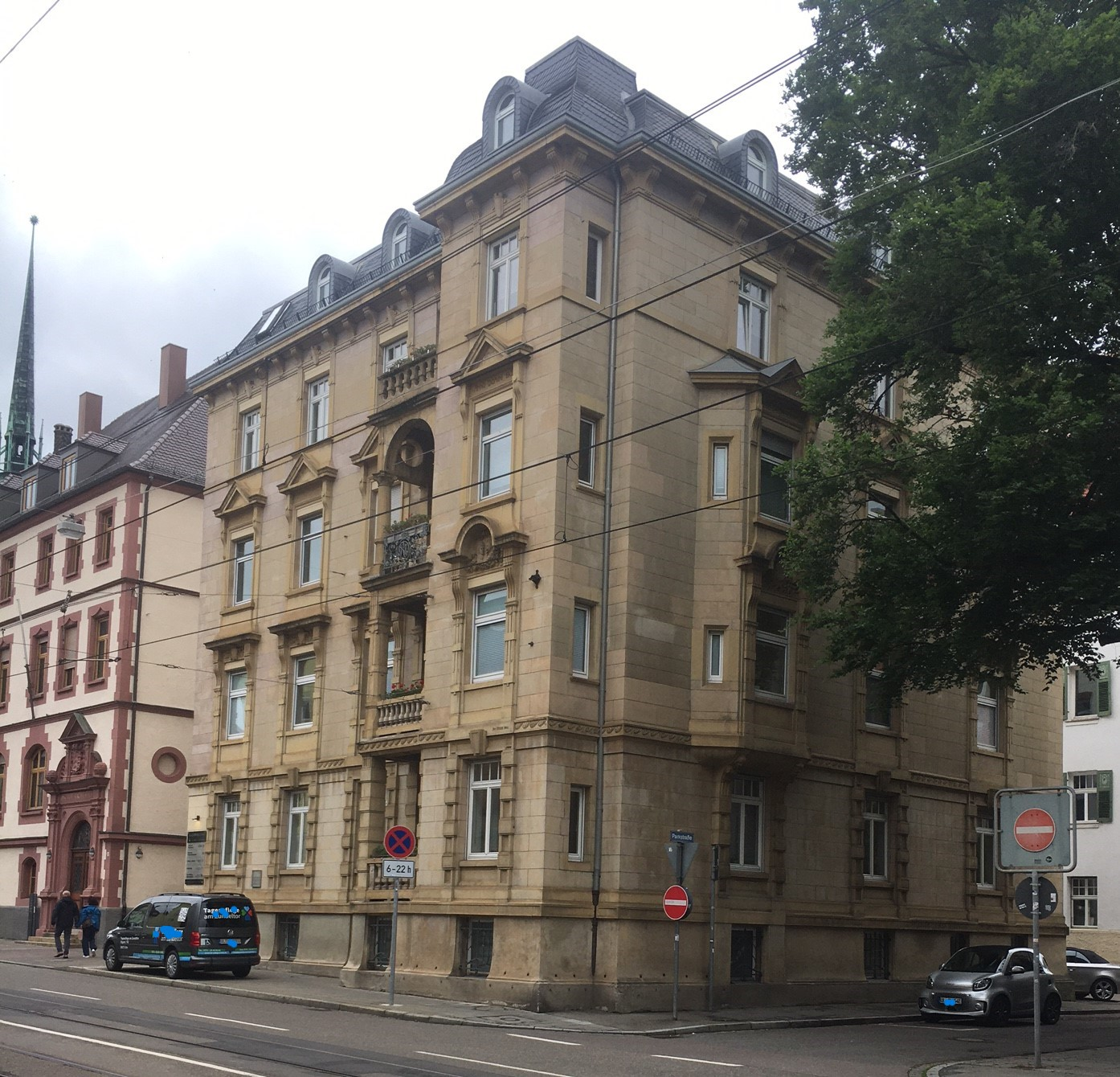
Wohnhaus der Familie Scholl in Ulm

Im weiteren genealogischen Sinn waren die „Geschwister Scholl“ sechs Geschwister: Inge (1917–1998), Hans (1918–1943), Elisabeth (1920–2020), Sophie (1921–1943), Werner (1922–1944, vermisst in Russland) und die sehr früh verstorbene Thilde Scholl (1925–1926). Ihre Eltern waren Magdalena Scholl geb. Müller (1881–1958) und ihr Mann, der Politiker Robert Scholl (1891–1973). Die Familie lebte bis 1930 in Forchtenberg, von 1930 bis 1932 in Ludwigsburg und ab 1932 in Ulm (jeweils Württemberg).
Das Geschwisterpaar Hans und Sophie Scholl wurde am 18. Februar 1943 beim Auslegen von Flugblättern an der Münchner Universität von deren Hausmeister Jakob Schmid überrascht und bei der Gestapo denunziert. Bereits am 22. Februar 1943 fand der Prozess gegen sie vor dem Volksgerichtshof statt. Als Ankläger fungierte der Reichsanwalt Albert Emil Rudolf Weyersberg. Der eigens nach München gereiste Richter Roland Freisler verurteilte sie und den mitangeklagten Christoph Probst zum Tode, und alle drei wurden wenige Stunden später im Gefängnis München-Stadelheim von Johann Reichhart mit der Guillotine enthauptet. Das Grab der Geschwister Scholl befindet sich auf dem dortigen Friedhof am Perlacher Forst (Grab Nr. 73-1-18/19).

## Würdigung und Rezeption

### Geschwister Scholl als Namensgeber

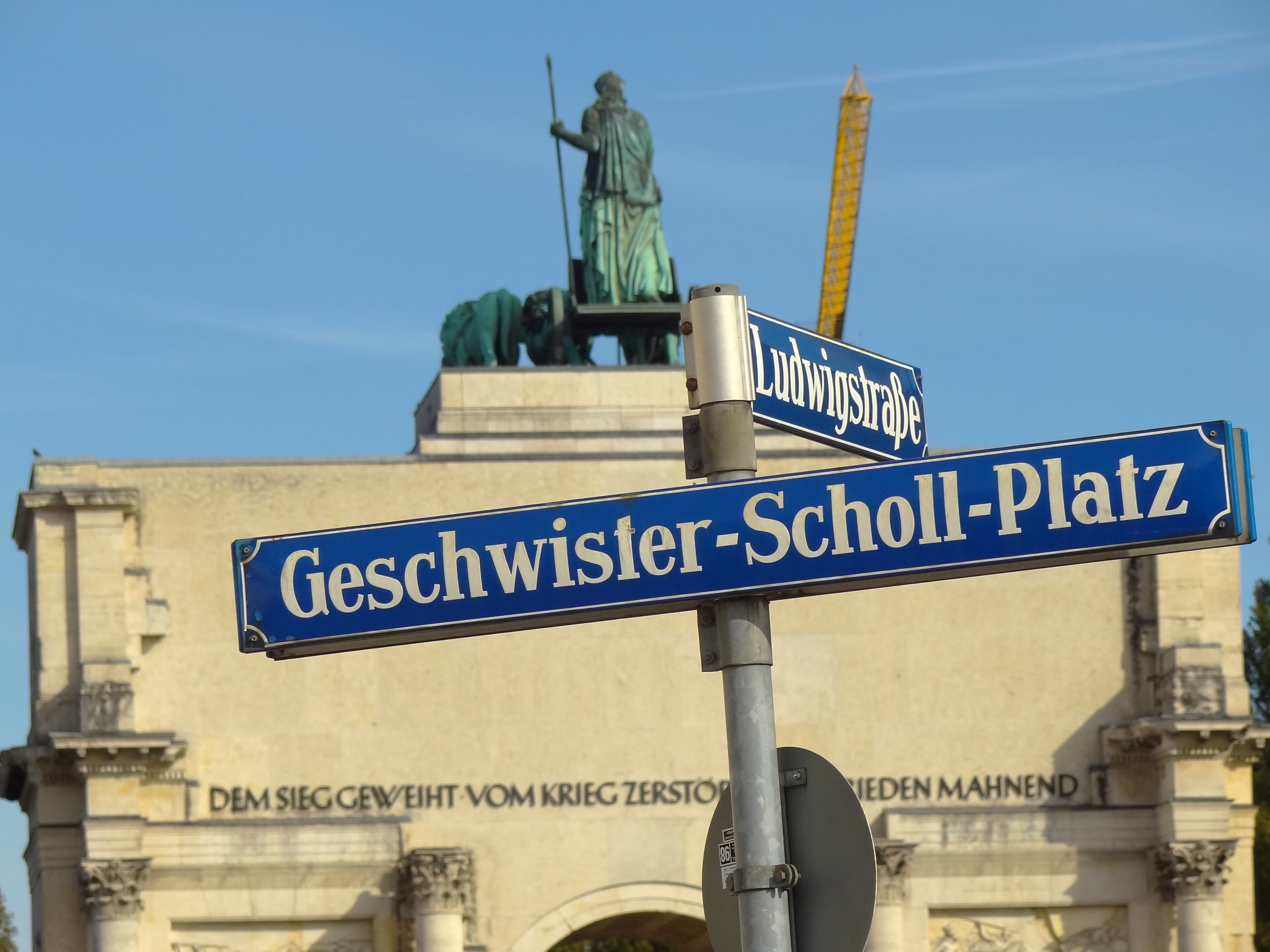
Schild „Geschwister-Scholl-Platz“ in München

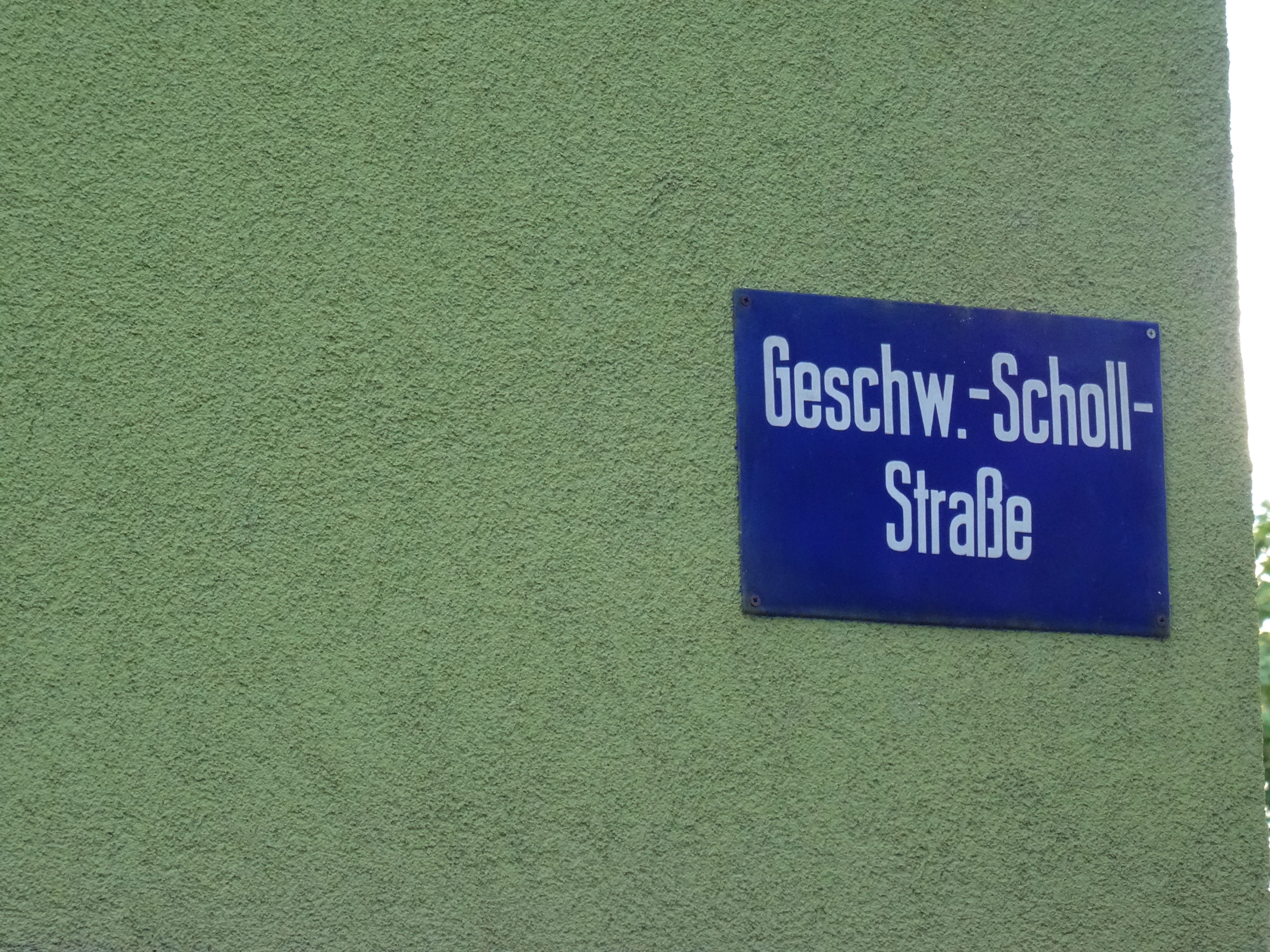
Straßenschild in Pirna

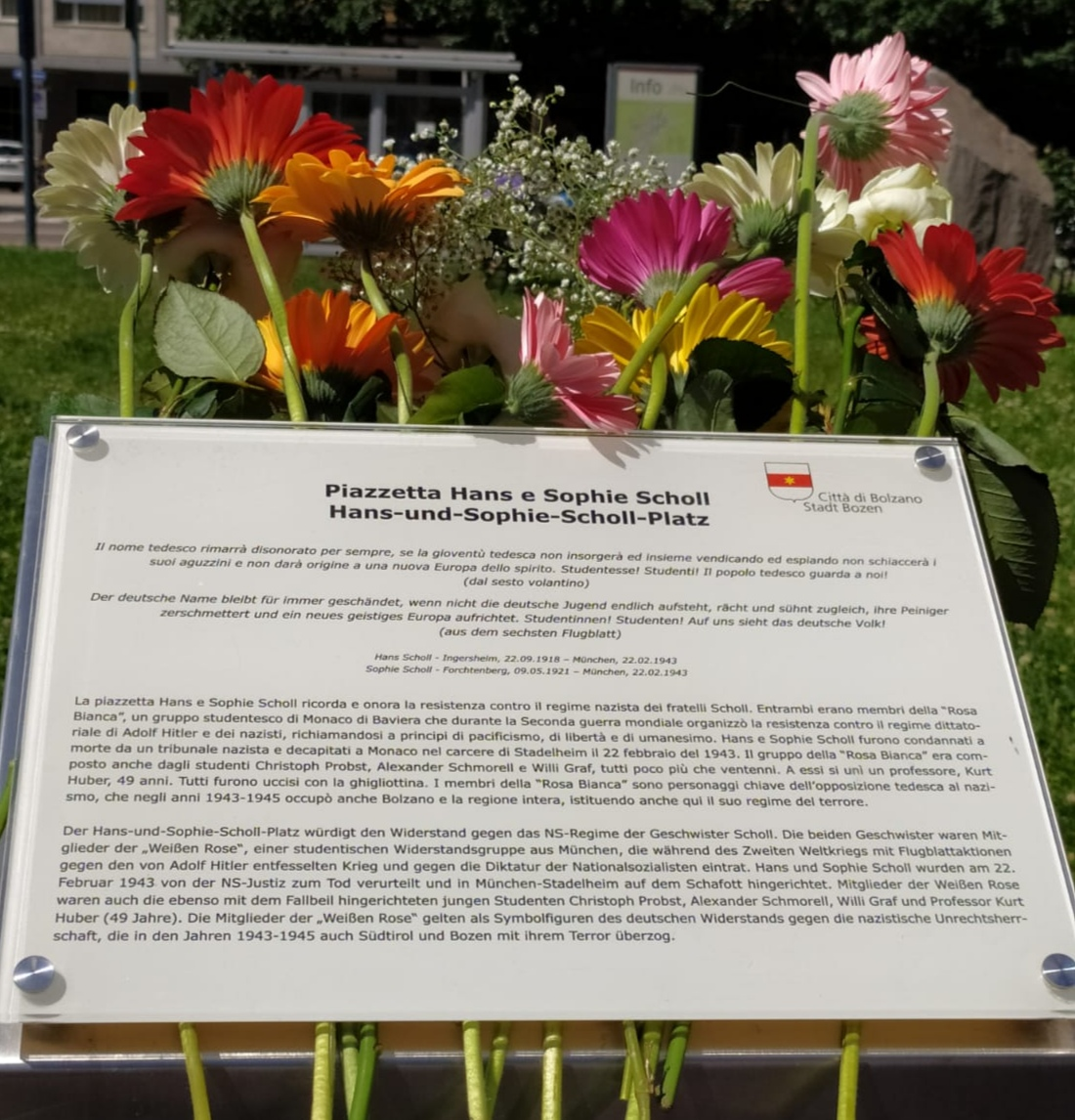
Gedenktafel am Hans-und-Sophie-Scholl-Platz in Bozen

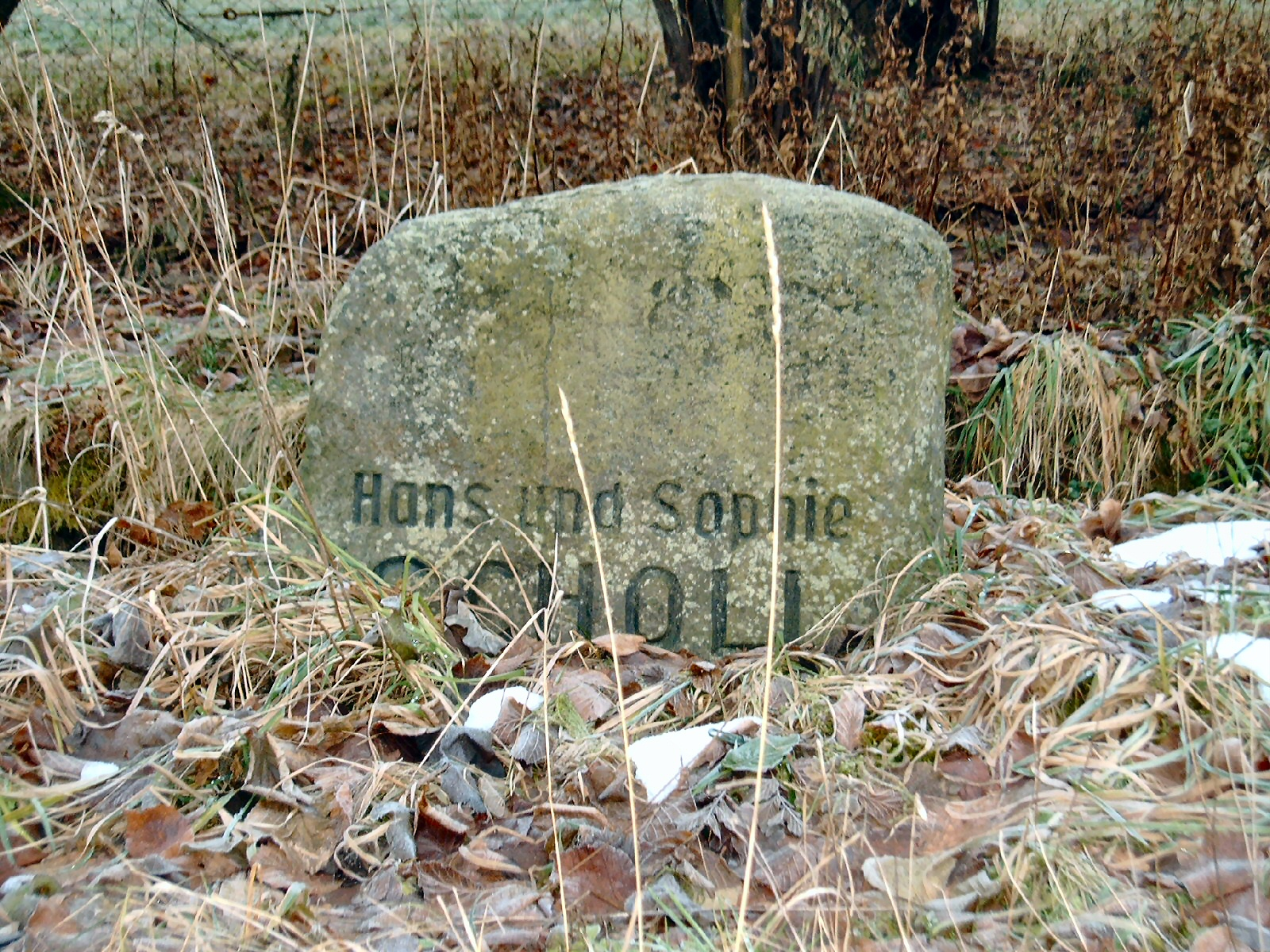
Gedenkstein in Wehrsdorf (2005)

Nach 1945 wurden in zahlreichen deutschen Städten in der Bundesrepublik und der Deutschen Demokratischen Republik Straßen, Wege und Plätze nach den Geschwistern Scholl benannt. Mit fast 600 solcher Straßennamen sind sie die Personen, die am häufigsten gemeinsam in einem Straßennamen erscheinen. Der Vorplatz des Hauptgebäudes der Ludwig-Maximilians-Universität München trägt den Namen Geschwister-Scholl-Platz. Der Vorplatz der Außenstelle Brixen der Freien Universität Bozen heißt ebenfalls „Geschwister-Scholl-Platz“. In Paris gibt es einen öffentlichen Garten namens „Jardin Hans et Sophie Scholl“.
Auch Schulen, Kindergärten und Kindertagesstätten wurden nach den Geschwistern benannt (siehe Geschwister-Scholl-Schule), ferner seit 1948 das Geschwister-Scholl-Haus in Leipzig (es beherbergt heute das Institut für Kunstpädagogik der Universität Leipzig) und das ab 1959 erbaute „Studentenwohnheim Geschwister Scholl“ am Steinickeweg in München.
Am 30. Januar 1968 wurde das in der Nachkriegszeit neu gegründete Geschwister-Scholl-Institut für politische Wissenschaft der Ludwig-Maximilians-Universität München nach den Geschwistern benannt. Eine von der Studierendenvertretung an der LMU München angeregte Umbenennung der Universität in „Geschwister-Scholl-Universität“ wurde von der Universitätsleitung abgelehnt.
Der Landesverband Bayern des Börsenvereins des Deutschen Buchhandels vergibt zusammen mit der Stadt München jährlich den mit 10.000 Euro dotierten Geschwister-Scholl-Preis für ein Buch, welches „von geistiger Unabhängigkeit zeugt und geeignet ist, bürgerliche Freiheit, moralischen, intellektuellen und ästhetischen Mut zu fördern und dem gegenwärtigen Verantwortungsbewusstsein wichtige Impulse zu geben“. Der Preis wird in der Aula der Ludwig-Maximilians-Universität München überreicht.

### Denkmäler und Gedenkorte

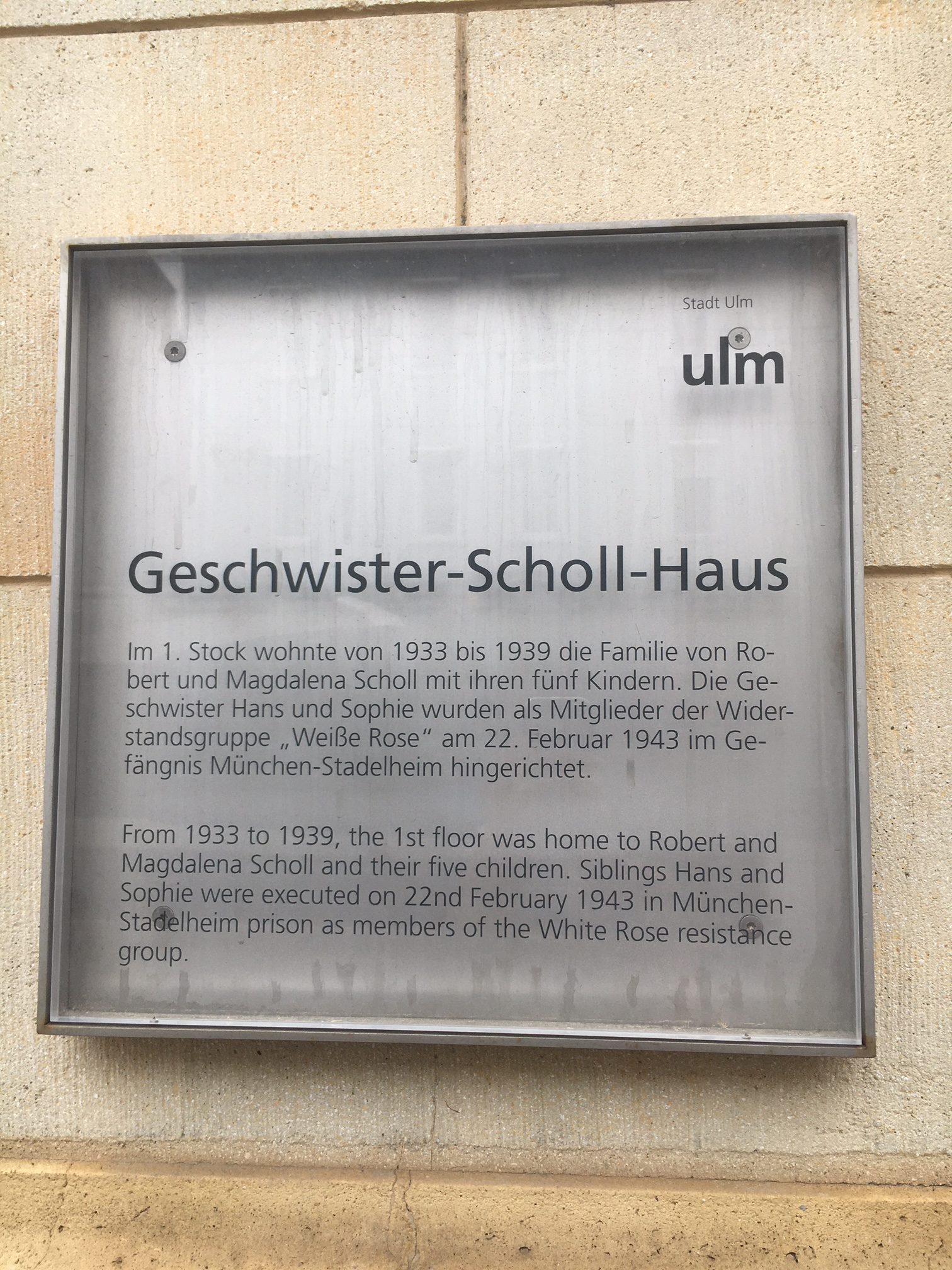
Gedenktafel am Wohnhaus in Ulm

Vor dem Geschwister-Scholl-Studentenwohnheim in München steht eine Bronzeplastik der Geschwister Scholl, die 1962 von der Bildhauerin Christine Stadler geschaffen wurde (siehe Bild oben). Von ihr stammt auch eine Bronzeplastik für die Geschwister am Gebäude der Katholischen Akademie Bayern in der Mandlstraße. In der sächsischen Stadt Großenhain wurde im Jahr 1966 das „Denkmal für die Geschwister Scholl“ errichtet.
Seit 1988 würdigt ein Bodendenkmal vor dem Hauptgebäude der Ludwig-Maximilians-Universität in München die Weiße Rose. Es stellt unter anderem die in der Universität abgeworfenen Flugblätter dar und nimmt damit besonders auf die Flugblatt-Aktion der Geschwister Scholl Bezug (siehe Bild).
Im Eingangsbereich des Regionalen Berufsbildungszentrums Technik in Kiel steht seit Mai 2013 ein Geschwister-Scholl-Denkmal von Michael R. Sander.
2024 wurde in Bozen am dortigen Universitätsplatz die in den Boden eingelassene Medienfläche „Stage of Light“ als antifaschistisches Mahnmal errichtet, das an den Widerstand der Geschwister Scholl gegen den Nationalsozialismus erinnert.

### Gedenktafeln
Am ehemaligen Wohnhaus der Geschwister an der Franz-Joseph-Straße 13 befindet sich seit 1968 eine Gedenktafel.
Ebenfalls 2005 wurde eine privat initiierte Gedenktafel für Hans und Sophie Scholl am Wohnhaus der Familie Scholl in den Jahren 1930–1932 in Ludwigsburg angebracht und in Gegenwart von Elisabeth Hartnagel geb. Scholl eingeweiht. Die Tafel befindet sich am Eckhaus Schillerplatz 7/Myliusstraße.

Gedenktafel in der Franz-Joseph-Straße in München
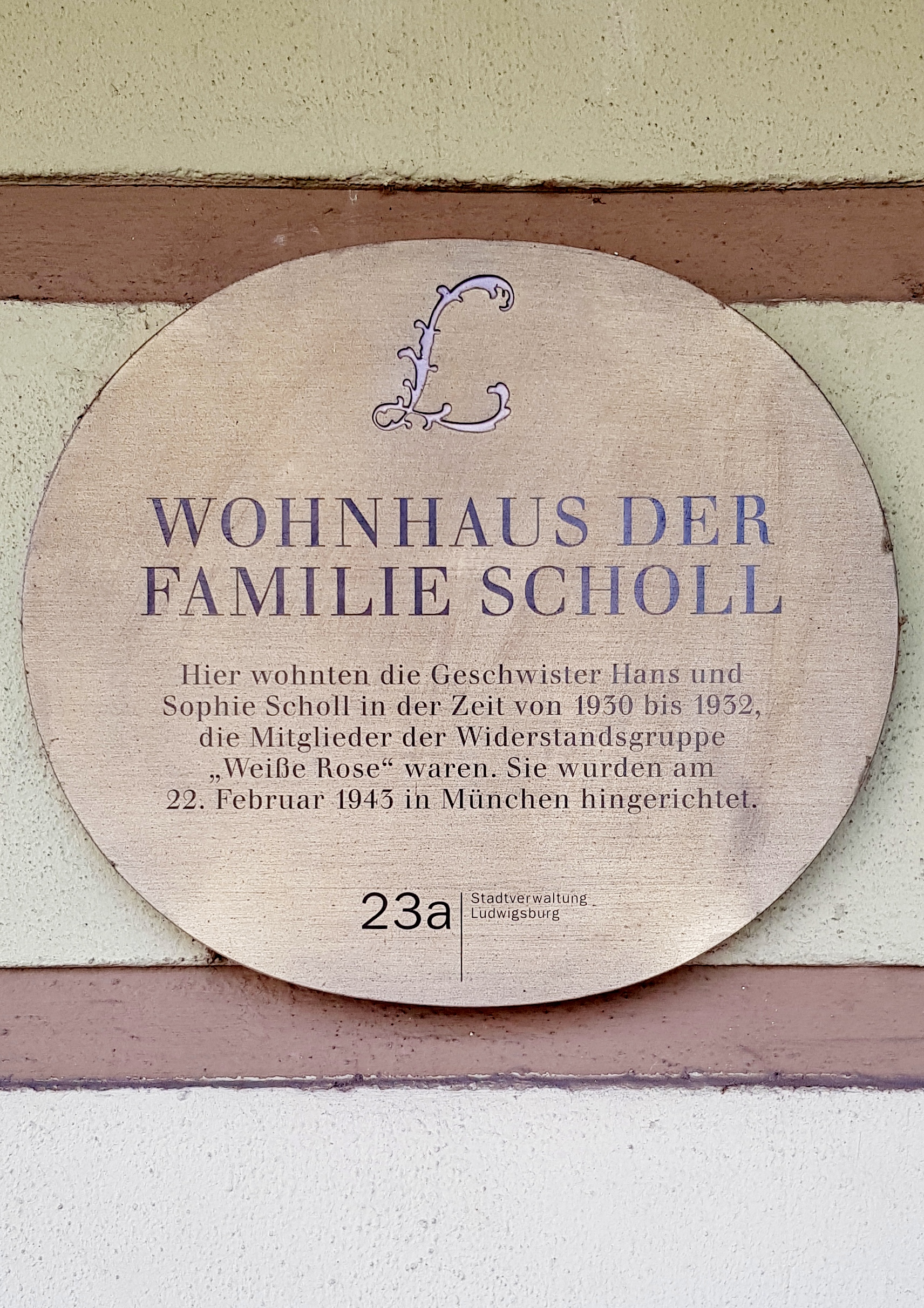
Gedenktafel für die Geschwister Scholl in Ludwigsburg

### Oper, Film, Musical
- Die weiße Rose, 1982, unter der Regie von Michael Verhoeven mit Lena Stolze als Sophie Scholl

- Weiße Rose. Kammeroper von Udo Zimmermann, 1986, Szenen für zwei Sänger (Hans und Sophie Scholl) und Instrumentalensemble. Libretto von Wolfgang Willaschek. (Udo Zimmermann schrieb 1967/1968 eine gleichnamige Oper Weiße Rose mit wesentlich mehr Figuren.)
- Der Film Sophie Scholl – Die letzten Tage (2005) thematisiert die letzten Tage im Leben der Geschwister Scholl. Er gewann auf der Berlinale 2005 den Silbernen Bären und war 2006 für den Oscar nominiert.
- Scholl – Die Knospe der Weißen Rose. Musical von  Titus Hoffmann und Thomas Borchert.[10] Uraufführung am 14. April 2023 im Stadttheater Fürth.[11]